# Regian Eersel
Regian Eersel (Paramaribo, 16 dicembre 1992) è un kickboxer e thaiboxer surinamese naturalizzato olandese.
Combatte nella divisione dei pesi leggeri per la promozione singaporeana ONE, dove è campione di categoria dal 2019.

## Carriera
All'età di 15 anni iniziò a praticare arti marziali. Andò alla palestra più vicina ad Amsterdam e si iscrisse a corsi al Sityodtong Amsterdam. Un anno dopo è entrato sul ring per la prima volta e ha vinto. Il suo soprannome, "The Immortal", fu dato ad Eersel in questa prima era amatoriale. I suoi compagni di squadra glielo hanno dato, perché non ha mai usato il tempo di pausa tra i turni per sedersi e riprendere fiato. La carriera di Eersel come professionista di kickboxing inizia nel 2013. Il 17 maggio 2019, ha vinto il campionato mondiale divisione dei pesi leggeri per l'organizzazione singaporeana ONE battendo Nieky Holzken.